# Ácido hidrazoico
Ácido hidrazóico, também chamado de azida de hidrogênio ou ainda ácido nitrídrico, HN3, é um líquido incolor, volátil, e extremamente explosivo a temperatura e pressão ambiente.

## Aplicações
Ácido hidrazóico é usado primariamente para preservação de soluções padrão, e como um reagente.

## História
Foi primeiramente isolado em 1890 por Theodor Curtius (Berichte, 1890, 23, p. 3023).

## Química
É solúvel em água, e a solução dissolve muitos metais (como o zinco e o ferro) com liberação de hidrogênio e formação de sais (azidas, formalmente também chamadas de azoimidas ou hidrazoatos).
Todos os sais são explosivos e prontamente interagem com os iodetos de alquila. Nestas propriedades mostra alguma analogia com os ácidos halogênicos, dado que forma sais pouco solúveis em água de chumbo, prata e mercúrio (II) (mercuroso). Os sais metálicos todos cristalizam na forma anidra e decompõe-se sob aquecimento, deixando um resíduo do metal puro. É um ácido fraco (pKa 4.6-4.7).

## Produção
Este ácido é usualmente formado por acidificação de um sal azida tal como azida de sódio. Normalmente soluções de azida de sódio em água contém traços de quantidades de ácido hidrazóico em equilíbrio com o sal azida, mas a introdução de um ácido mais forte pode converter as espécies primárias a ácido hidrazóico. O ácido puro pode ser subsequentemente obtido por destilação fracionada como um líquido incolor extremamente explosivo com um cheiro desagradável.
Os processos de sua obtenção são os seguintes, com suas equações:
- Da reação da hidrazina em meio ácido com o ácido nitroso:

{\displaystyle \mathrm {N_{2}H_{5}^{+}+HNO_{2}\longrightarrow HN_{3}+H_{2}O+H_{3}O^{+}} }
{\displaystyle \mathrm {HN_{3}+HNO_{2}\longrightarrow N_{2}+N_{2}O+H_{2}O} }
- Da reação da hidrazina com o ácido nítrico:

{\displaystyle \mathrm {17\ N_{2}H_{4}+16\ HNO_{3}\longrightarrow } } {\displaystyle \mathrm {4\ HN_{3}+4\ NH_{4}NO_{3}+4\ N_{2}O+11\ N_{2}+32\ H_{2}O} }
- Da reação da amida de sódio com o nitrato de sódio a 175 °C:

{\displaystyle \mathrm {2\ NaNH_{2}+NaNO_{3}\longrightarrow \ } } {\displaystyle \mathrm {\ NaN_{3}+2\ NaOH+H_{2}O} }

## Toxicidade
Ácido hidrazóico é volátil e altamente tóxico. Seu cheiro repulsivo e a dor de cabeça violenta causada pelo aspirar de seus vapores contribuem para fazer um envenenamento acidental impossível. O composto age como um veneno não-cumulativo.